# Котович, Татьяна Викторовна
Татья́на Ви́кторовна Кото́вич (бел. Таццяна Віктараўна Катовіч; р. 26 марта 1954, Витебск) — советский и белорусский искусствовед, театральный критик. Доктор искусствоведения, профессор, профессор кафедры германской филологии Витебского государственного университета имени П. М. Машерова.

## Биография
В 1976 году окончила факультет журналистики Белорусского государственного университета.
С 1977 года — корреспондент-организатор Витебского районного радио. С 1982 года — редактор Витебского областного радио. С 1988 года — редактор Витебского областного телевидения. С сентября 1997 года — руководитель информационно-аналитической части театра имени Я. Коласа.
С 2001 года работала на кафедре всеобщей истории и мировой культуры Витебского государственного университета имени П. М. Машерова; в 2001—2008 годах — доцент. В 2007 году защитила диссертацию на соискание учёной степени доктора искусствоведения на тему «Художественные средства организации хронотопа театрального произведения». В 2010 году присвоено учёное звание профессор. В настоящее время — профессор кафедры германской филологии.
Преподаёт дисциплины культурологического и искусствоведческого направлений («Теория и история культуры», «Всеобщая история искусств», «История мировой культуры», «История мировых цивилизаций»), руководит исследовательской практикой студентов; научный руководитель дипломных работ и магистерских диссертаций. Подготовила шесть победителей Республиканского конкурса научных работ студентов вузов Беларуси.
Член диссертационных советов Белорусского государственного университета культуры и искусства, а также Центра по исследованию белорусской культуры, языка и литературы Национальной академии наук Белоруссии.
Основатель и бессменный главный редактор альманаха «Малевич. Классический авангард. Витебск» (с 1996).
Член экспертных международного фестиваля современной хореографии IFMC, экспертных советов международных театральных фестивалей (Беларусь, Россия, Молдова).
С 1973 года занималась театральной критикой. В 1994 году начала реализовывать проекты, связанные с русским авангардом.
Автор более 500 научных и творческих публикаций, в том числе 34 монографий. Автор первой «Энциклопедии русского авангарда» (Минск, 2003). Рецензии на спектакли публиковались в газетах «Витебский курьер», «Известия» и в журнале «Мастацтва Беларусі».
Автор идеи и постановщик спектаклей «Супрематический балет» (хореография А. Маховой) 2003 года и «Победа над Солнцем» 2006 года.
Лауреат первой премии в ежегодном республиканском конкурсе театральных критиков по разделу рецензии. Лауреат премии Союза Театральных деятелей Белоруссии по итогам 1992 года среди театральных критиков. Награждена премией Союза театральных деятелей за цикл статей, опубликованных в 1994 году.
Звание «Человек года Витебщины 2019».

## Научная деятельность
Сфера научных интересов: театральное искусство Беларуси, теория театра, история изобразительного искусства, Витебская художественная школа, творчество Казимира Малевича и русский авангард.